# Fuente del Sol
La fuente del Sol o fuente el Sol es una fuente pública de la ciudad de Valladolid, España. Se encuentra al otro lado del río Pisuerga, al final de la Cuesta de la Maruquesa (sic) en un paraje arbolado y de exuberante vegetación. Sus aguas fluyen de un manantial que era ya conocido en el siglo XVI por su buena calidad y que fue siempre muy afamado. Durante muchos años fue un lugar de esparcimiento donde familias enteras pasaban un día de campo con comida o merienda incluidas. La fuente sigue existiendo y manando agua aunque oficialmente no es potable.

## Historia
Cerca del camino que conducía a Fuensaldaña y en las llamadas cuestas de Torozos hay un manantial que se conocía ya en el siglo XVI y era famoso por sus aguas beneficiosas. Un camino en cuesta llevaba hasta el manantial que enseguida se convirtió en fuente y que tomó su mismo nombre: camino de la Fuente del Sol. En el siglo XIX  hubo una calle llamada de las Arcas; las arcas eran el elemento de registro y distribución de la conducción del agua desde esta fuente. En el siglo XVII se hizo la conducción hasta el barrio de la Victoria. El encañado estuvo siempre en constantes reparaciones como ocurría en tantas otras traídas de agua.
El lugar fue tomando fama y prestigio y se acudía a él los días festivos para merendar. En 1933 hubo un concejal que propuso y consiguió una plantación de árboles en su entorno. En 1934 era tal el entusiasmo de los vecinos por este paraje que se constituyó la Asociación de Amigos de la Fuente del Sol. Esta asociación convoca y hace trabajos vecinales de limpieza y mantenimiento de la propia fuente y alrededores en lucha constante con el vandalismo de pintadas, destrozos basura y demás sucesos. En 1961 se hicieron una serie de análisis de las aguas del manantial y se determinó su contaminación por lo que la fuente fue clausurada con la prohibición de beber su agua que carece de depuración y la potabilidad no está garantizada.

## Descripción
El entorno presenta zonas de arbolado y senderos atractivos para el paseo. Desde el mirador se aprecian unas buenas vistas de la ciudad de Valladolid. En sus orígenes era un simple caño que salía del manantial; después se hizo una construcción de piedra que se fue deteriorando con los años hasta que en 1938 se restauró y se le dio el aspecto que llegó hasta el siglo XXI. Además una Escuela Taller hizo un trabajo para adecentar y renovar el entorno con senderos, caminos, mesas y bancos de madera, escaleras rústicas en las cuestas y también plantación de árboles. La arquitectura de la fuente presenta un frontis donde está tallado un gran sol; de la pared salen cuatro caños cuyas aguas recibe el gran pilón.

Fuente del Sol
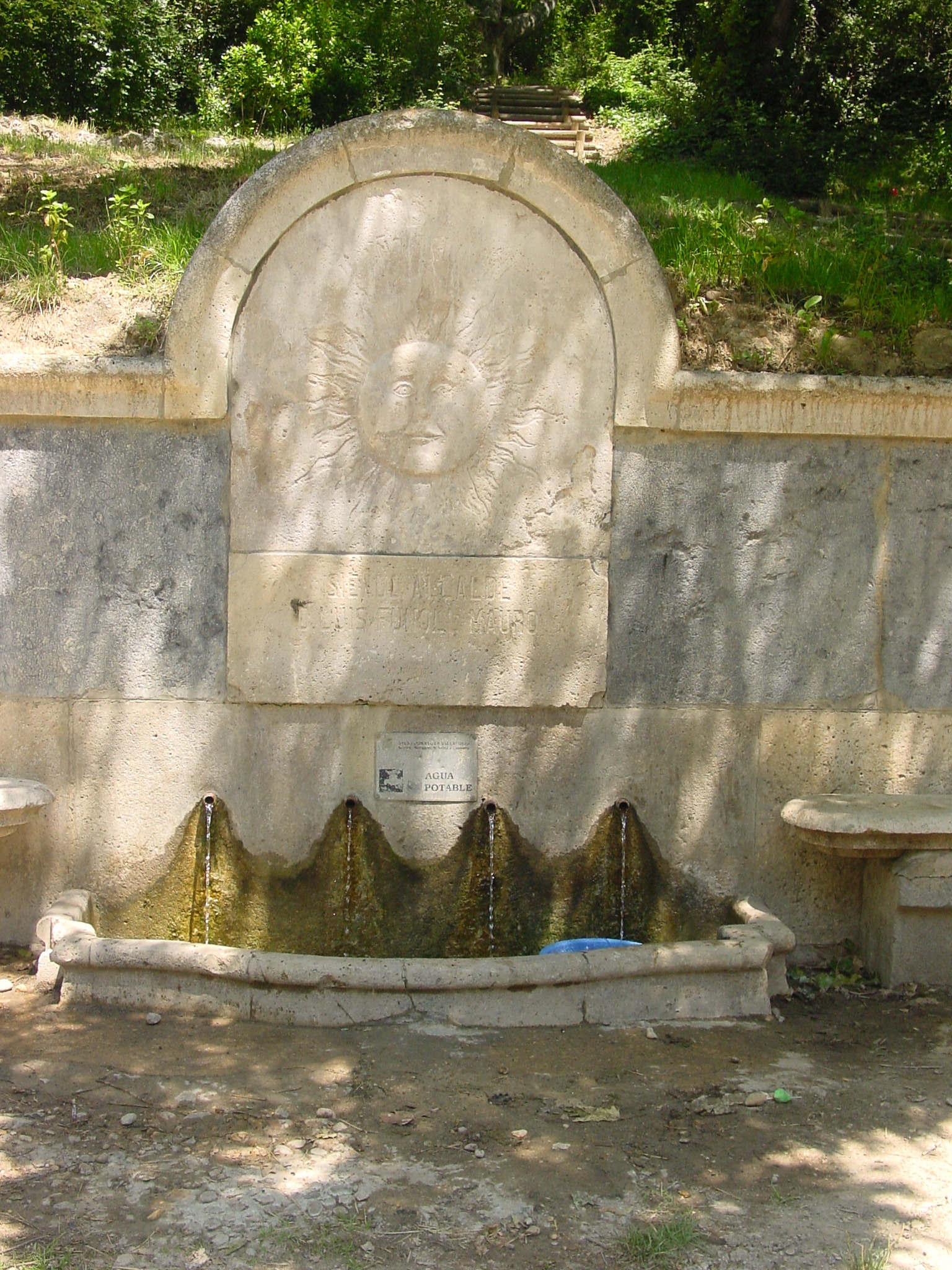
Frontis con la talla del Sol
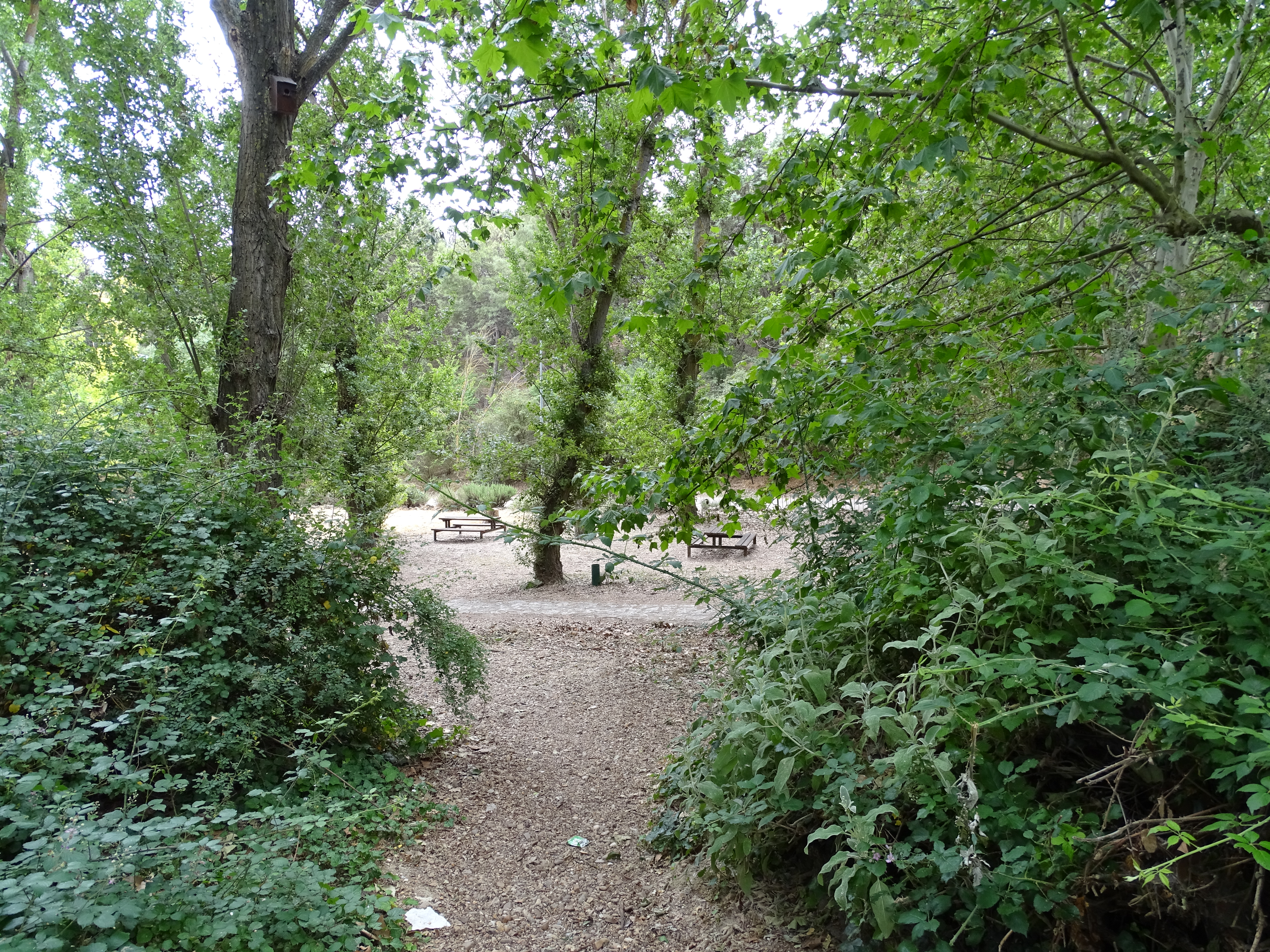
Entorno. Camino y al fondo bancos y mesas
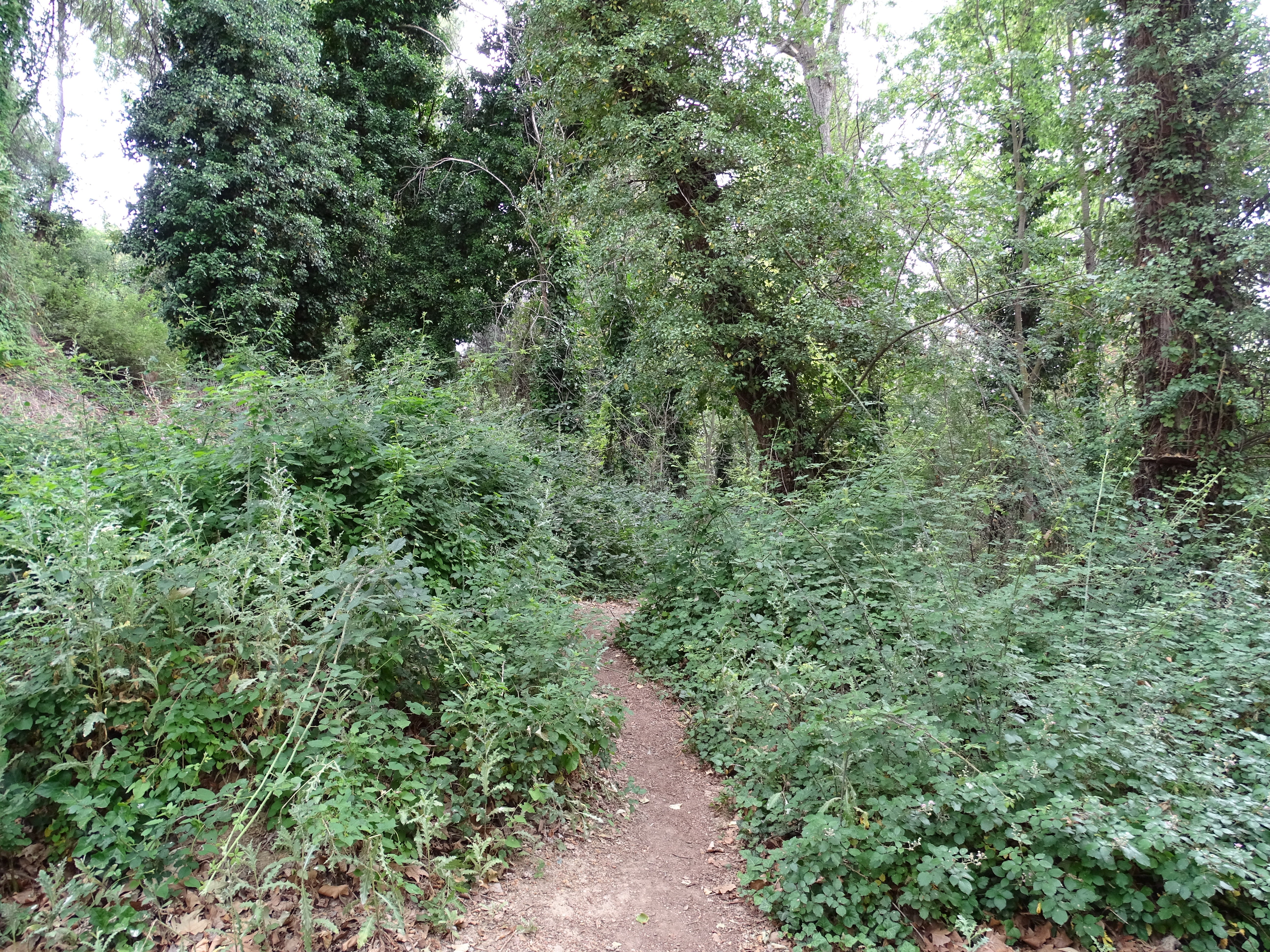
Entorno. Sendero y vegetación